# Willst du mit mir gehn (Lied)
Willst du mit mir gehn ist ein Lied der deutschen Popsängerin Nena aus dem Jahr 2005.

## Entstehung und Veröffentlichung
Das Lied wurde von der Interpretin selbst, zusammen mit dem ehemaligen Nena-Band-Mitglied Jörn-Uwe Fahrenkrog-Petersen, geschrieben beziehungsweise komponiert. Letzterer zeichnete auch für die Produktion verantwortlich.
Die Erstveröffentlichung von Willst du mit mir gehn erfolgte als Teil von Nenas gleichnamigen Studioalbums am 18. März 2005 bei Warner Music. Am 13. Juni 2005 erschien das Lied erstmals als Singleauskopplung aus dem Album.
2020 diente das Lied als Soundtrack zu Faraz Shariats Coming-of-Age-Film Futur Drei.

## Inhalt
Willst du mit mir gehn handelt von dem lyrischen Ich, das einen Neuanfang eingeht und mehrmals die Frage „Willst du mit mir gehn?“ stellt, womit der Wunsch nach Verbundenheit und Klarheit zum Ausdruck kommt. Es ist entschlossen, sein Leben vorwärts zu gehen und akzeptiert, dass nicht jeder Teil seines Weges sein kann.

## Charts und Chartplatzierungen
| ChartsChartplatzierungen | Höchstplatzierung | Wochen |
| ------------------------ | ----------------- | ------ |
| Deutschland (GfK)        | 6 (16 Wo.)        | 16     |
| Österreich (Ö3)          | 11 (19 Wo.)       | 19     |
| Schweiz (IFPI)           | 34 (10 Wo.)       | 10     |

| ChartsJahrescharts (2005) | Platzierung |
| ------------------------- | ----------- |
| Deutschland (GfK)         | 58          |